# Martunis Sarbini
Martunis Sarbini (sinh ngày 2 tháng 5 năm 1997), thường được gọi là Martunis, là một cựu cầu thủ bóng đá người Indonesia chơi ở vị trí tiền đạo. Anh trở nên nổi tiếng vào năm 2005 sau khi sống sót sau trận động đất và sóng thần Ấn Độ Dương năm 2004 và được một nhóm nhà báo tìm thấy đang lang thang trên bãi biển.

## Sự nghiệp bóng đá
Martunis được Sporting CP tuyển dụng và trở thành thành viên của học viện tại Bồ Đào Nha. Tuy nhiên, sau chấn thương đầu gối năm 2016 trong một trận đấu từ thiện, Martunis đã nghỉ thi đấu hoàn toàn.